# Laura van der Haar
Laura J. van der Haar (Groningen, 26 augustus 1982) is een Nederlandse dichter, schrijfster en archeologe. 
In 2014 debuteerde zij met haar poëziebundel Bodemdrang. In 2018 volgde haar romandebuut: Het wolfgetal. Een jaar later verscheen het boek Loslopen. Haar roman Een week of vier (2020) werd geplaatst op de longlist van de Libris Literatuur Prijs. In 2023 verscheen De kuil.
Van der Haar is verder werkzaam voor De Speld en de podcast Het Volkskrantgeluid.
Van der Haar won in 2012 het Nederlands kampioenschap poetryslam. In 2019 deed ze mee aan het televisieprogramma De Slimste Mens.